# Assumptes familiars
Assumptes familiars (títol original en francès, Frère et Sœur) és una pel·lícula dramàtica francesa del 2022 dirigida per Arnaud Desplechin, protagonitzada per Marion Cotillard i Melvil Poupaud com a germans separats que es veuen obligats a reunir-se dues dècades després de la mort dels seus pares. La pel·lícula es va estrenar mundialment al Festival de Canes de 2022 on va competir per la Palma d'Or i es va estrenar als cinemes de França el mateix dia de la seva estrena a Canes, el 20 de maig de 2022. S'ha doblat i subtitulat al català.

## Sinopsi
L'Alice i en Louis són germans separats que es veuen obligats a reunir-se arran de la mort dels seus pares, després de dues dècades de silenci entre ells.

## Repartiment
- Marion Cotillard com Alice
- Melvil Poupaud com a Louis
- Golshifteh Farahani com a Faunia
- Cosmina Stratan com a Lucia
- Patrick Timsit com a Zwy
- Benjamin Siksou